# Anna Riwkin-Brick
Anna Riwkin-Brick, nata Anna Riwkin, (Suraž, 23 giugno 1908 – Tel Aviv, 19 dicembre 1970) è stata una fotografa svedese di origini russe.

## Biografia
Figlia di Scholom Sender (Alexander) (1878–1930), un industriale nel settore della carta che in gioventù aveva studiato filosofia ad Heidelberg ed aveva pubblicato scritti filosofici, e di Frida Perelman (1881–1944). La famiglia apparteneva agli ebrei di provenienza aschenazita. Tra i suoi familiari che raggiunsero una certa notorietà si possono citare la sorella Eugénie Söderberg (1903-1973), giornalista, emigrata negli Stati Uniti, e il fratello Josef Riwkin (1909-1965), scrittore, editore e psicoanalista.
Nel 1915 la famiglia si trasferì in Svezia e 4 anni dopo la madre con i cinque figli si trasferì a Swinemünde in Germania (dal 1945 la città è parte della Polonia col nuovo nome di Świnoujście) per rientrare in Svezia a Stoccolma nel 1922. Qui Anna frequentò la scuola secondaria Whitlockska samskolan e prese lezioni di danza con Vera Alexandrova (1893-1968) ma un infortunio pose fine ai suoi sogni di ballerina.
A partire dal 1927 divenne dapprima allieva e poi assistente del fotografo Moisé Benkow (1892-1952) che sarebbe diventato dal 1935 fotografo ufficiale della corte reale svedese. Nel 1929 Riwkin aprì il suo primo studio fotografico che spostò in varie zone della città di Stoccolma prima di individuare quello definitivo. Nello stesso anno sposò il giornalista, traduttore e scrittore Daniel Brick (1903-1987), fondatore della rivista Judisk Krönika (Cronaca ebraica). L'inizio della sua attività fotografica fu rivolta essenzialmente al ritratto e alla danza. Realizzò una serie di ritratti di giovani scrittori svedesi contemporanei nel corso degli anni Trenta e Quaranta, mentre il suo primo volume di immagini di danza, decisamente espressive, fu pubblicato nel 1932, dal titolo Svensk Danskonst, edito da "Spektrum".
In realtà, già dalla fine degli anni Venti, i Riwkin erano diventati figure di spicco nella vita culturale di Stoccolma. I Riwkin facevano parte di un gruppo di giovani intellettuali, tra i quali Karin Boye, Gunnar Ekelöf, Sven Markelius, Erik Mesterton, che cooperavano con la rivista Spektrum, diretta dal fratello Josef e che uscì dal 1931 al 1933. Fu una rivista che trattò temi quali modernismo nella letteratura, la psicoanalisi, l'architettura funzionalista, la politica sociale, il cinema e la musica. Josef diresse dal 1932 al 1935 anche l'omonima casa editrice dove venne pubblicato il primo libro della sorella.
In quegli anni Riwkin-Brick fotografò gli scrittori svedesi associati alla rivista e molte di queste foto furono usate per illustrare i volumi pubblicati dal fratello editore. Nel 1933 Riwkin-Brick passò i mesi estivi a Parigi con l'amica, la scrittrice Thora Dardel. Oltre al fascino di fotografare la vita di strada e le architetture ebbe l'occasione di conoscere e riprendere alcuni degli artisti surrealisti quali Jean Arp, André Breton, Salvador Dalí, Max Ernst e Man Ray.
Nel 1936 espose per la prima volta i suoi lavori in una mostra personale in una galleria a Stoccolma. Dopo il 1940 si dedicò sempre più alla fotografia di reportage, raccontando soprattutto i suoi viaggi in Lapponia, dove incontrò il popolo Sami e che saranno oggetto di vari libri e pubblicazioni. Analoga attenzione lo dedicò anche al popolo rom presente in Svezia, oggetto di un volume che uscirà nel 1955 con le immagini anche di altri fotografi. La sua notorietà rimane legata ai volumi per bambini con protagonista la bambina Sami Elle Kari, il cui primo libro uscì nel 1951, scritto da Elly Jannes, cui ne seguiranno altri nel 1956 e 1960 con il testo di Astrid Lindgren, la scrittrice che ha dato vita al personaggio di Pippi Calzelunghe. I suoi libri per bambini sono stati tradotti in varie lingue. Negli stessi anni Anna viaggiò molto e fotografò principalmente donne e bambini in Medio Oriente, Grecia, Jugoslavia, Corea, Tailandia, Stati Uniti ed in altri paesi.
Nel 1948 fu in Palestina per vedere la nascita del nuovo stato di Israele. Ne nacquero due volumi: Palestina, 1948 e Israele, 1955: entrambi a cura del marito Daniel Brick. Capitò durante uno di questi viaggi che Riwkin-Brick incontrò una donna anziana la quale allungò il proprio braccio magro in aria. Questa immagine costituisce una delle sue fotografie più famose perché venne inclusa nella selezione che Edward Steichen fece quando era a Stoccolma alla ricerca di immagini per la mostra fotografica The Family of Man, che fu esposta nel 1955 al Museum of Modern Art di New York. La mostra cui vi presero parte 273 fotografi, peraltro, ha girato il mondo in vari musei per 8 anni e fu visitata da circa 9 milioni di persone.
Nel 1960 fondò lo studio fotografico "Full hand" insieme ad altri fotografi: Gösta Glase, Gustav Hansson, Bo Dahlin e Rolf Blomberg e due anni dopo dette alle stampe il volume retrospettivo di ritratti Medmänniskor in cui pubblicò un excursus di foto dagli esordi: amici artisti, ballerini, Sami, rom, bambini ed aggiunse foto inedite e nuovi ritratti.
Morì di un tumore a Tel Aviv. Le sue fotografie sono conservate presso il Moderna Museet di Stoccolma.

## Galleria d'immagini

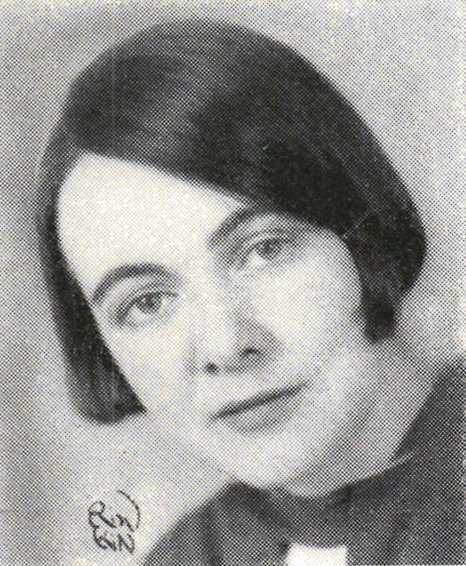
La scrittrice Karin Boye, primi anni '30
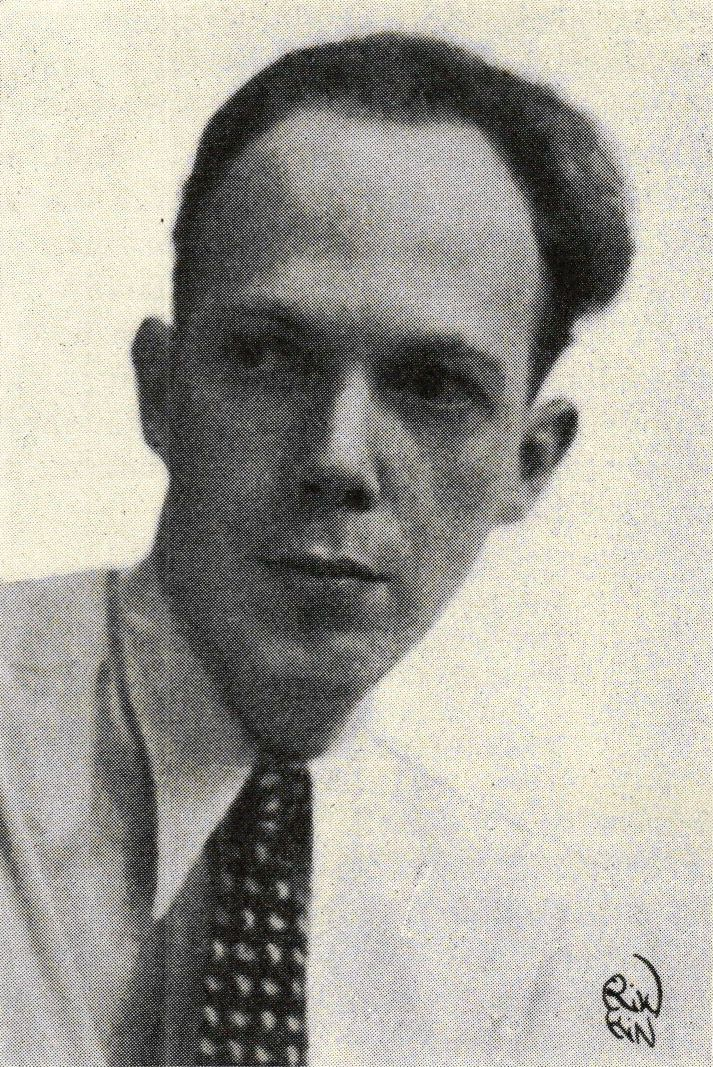
Il poeta e scrittore Gunnar Ekelöf, primi anni '30
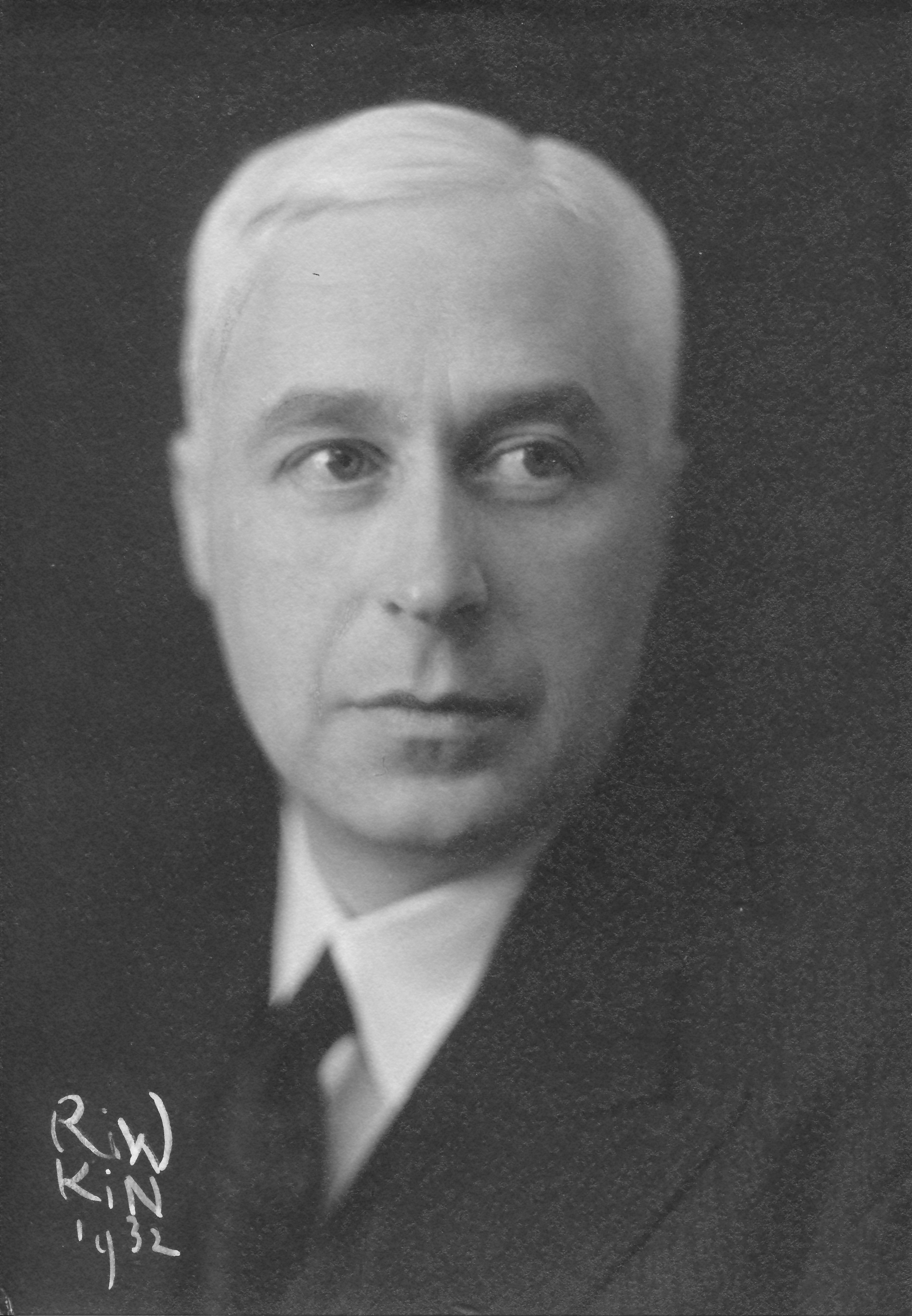
L'economista Erik Lindahl, 1932
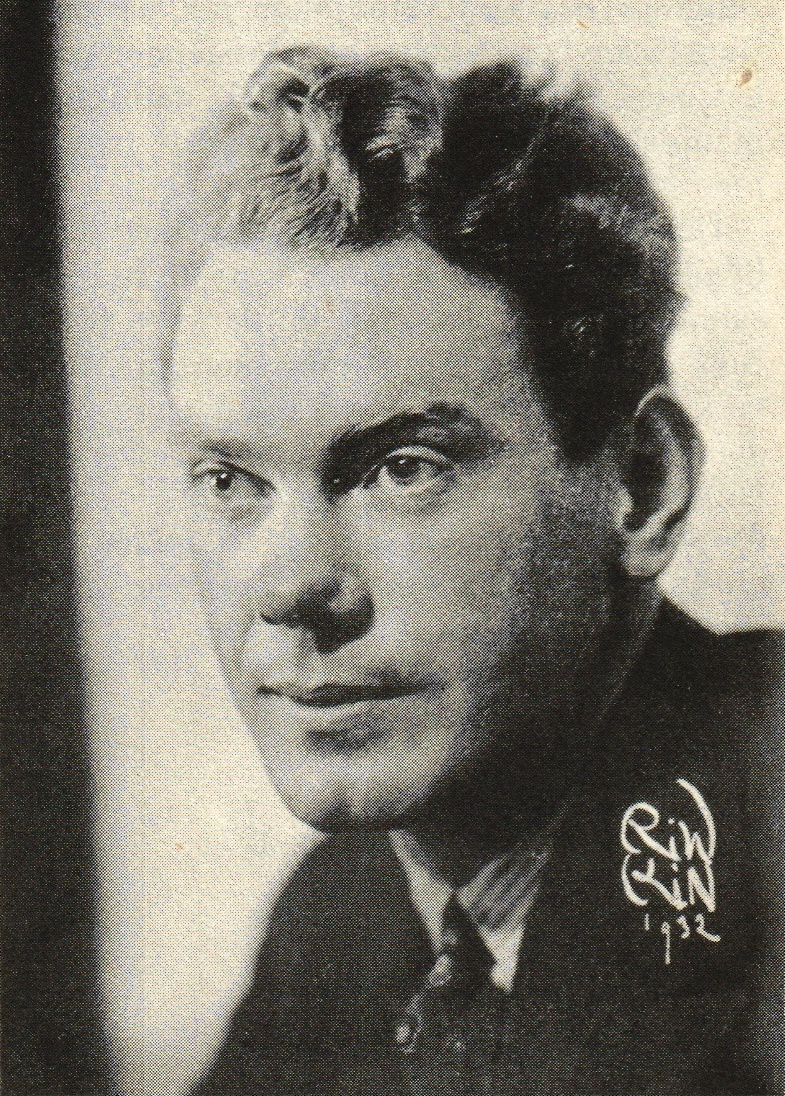
Lo scrittore Artur Lundkvist, 1932
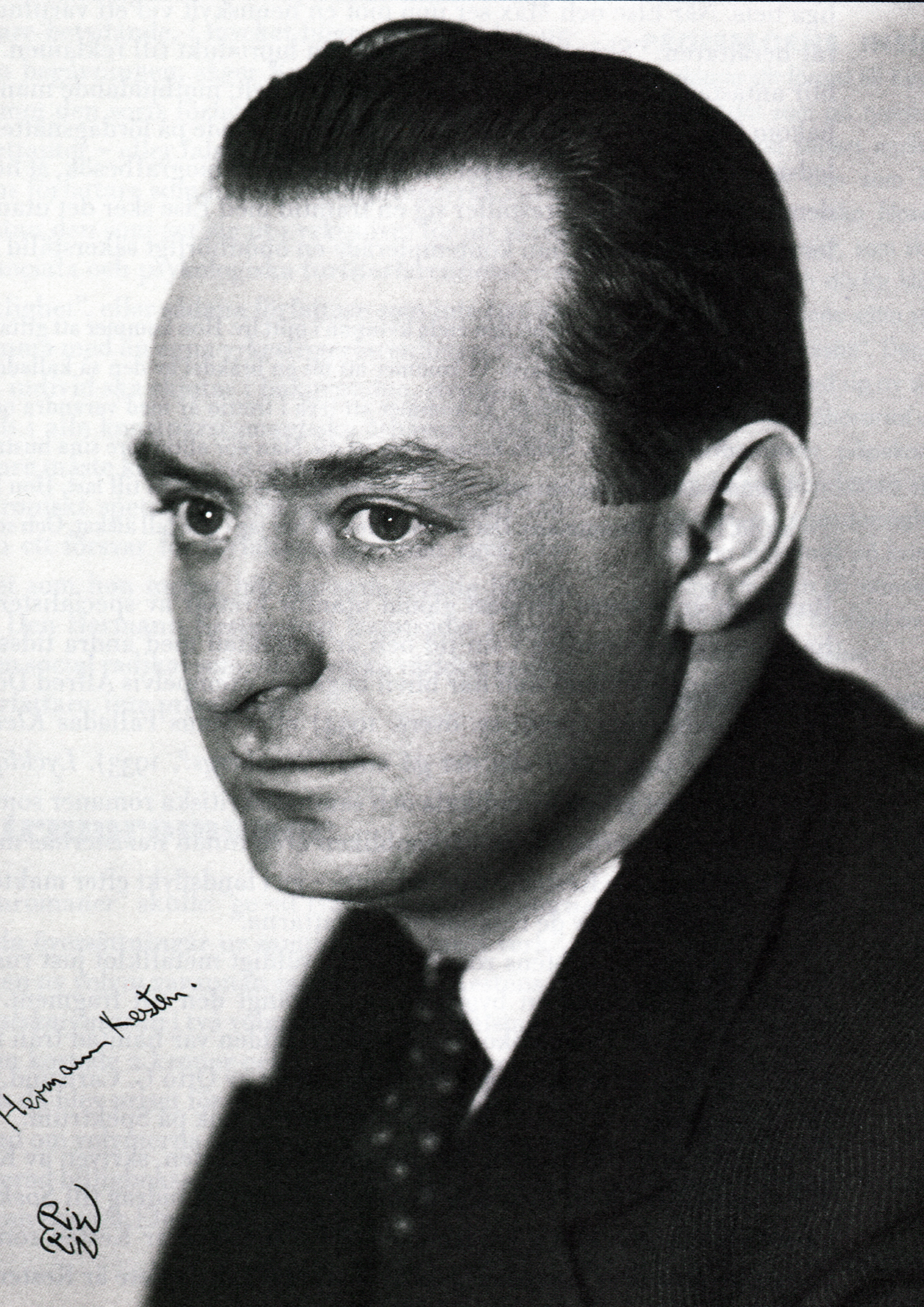
Il romanziere tedesco Hermann Kesten, 1935 circa
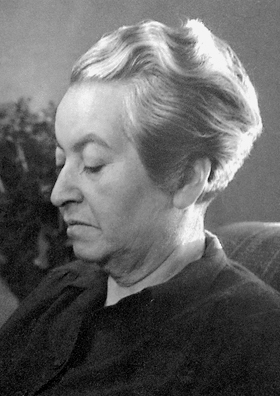
La scrittrice, premio Nobel, Gabriela Mistral, 1945
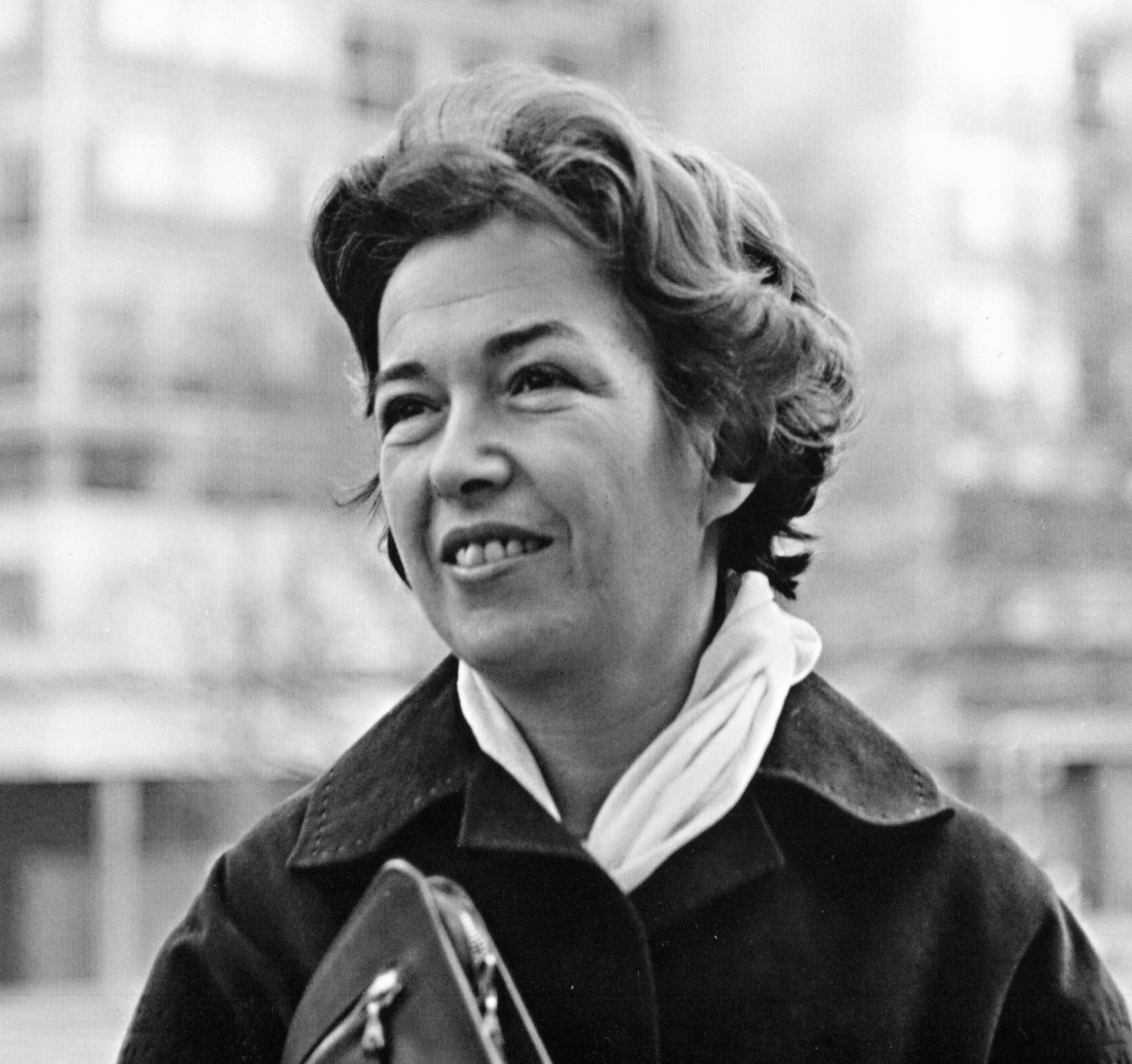
L'architetto svizzero Léonie Geisendorf, 1960 circa